# Pedrógão de São Pedro e Bemposta
Pedrógão de São Pedro e Bemposta (oficialmente, União das Freguesias de Pedrógão de São Pedro e Bemposta) é uma freguesia portuguesa do município de Penamacor, com 31,78 km² de área e 572 habitantes (censo de 2021). A sua densidade populacional é 18 hab./km².

## História
Foi criada aquando da reorganização administrativa de 2012/2013, resultando da agregação das antigas freguesias de Pedrógão de São Pedro e Bemposta.

## Demografia
A população registada nos censos foi:
| Distribuição da População por Grupos Etários | Distribuição da População por Grupos Etários | Distribuição da População por Grupos Etários | Distribuição da População por Grupos Etários | Distribuição da População por Grupos Etários |
| -------------------------------------------- | -------------------------------------------- | -------------------------------------------- | -------------------------------------------- | -------------------------------------------- |
| Ano                                          | 0-14 Anos                                    | 15-24 Anos                                   | 25-64 Anos                                   | > 65 Anos                                    |
| 2001                                         | 62                                           | 70                                           | 311                                          | 321                                          |
| 2011                                         | 35                                           | 45                                           | 231                                          | 309                                          |
| 2021                                         | 34                                           | 25                                           | 245                                          | 268                                          |

À data da junção das freguesias, a população registada no censo anterior foi:
| Freguesia atual                                          | Freguesia atual  | Freguesia atual | Freguesias antigas    | Freguesias antigas | Freguesias antigas |
| Freguesia                                                | População (2011) | Área (km²)      | Freguesia             | População (2011)   | Área (km²)         |
| -------------------------------------------------------- | ---------------- | --------------- | --------------------- | ------------------ | ------------------ |
| União das Freguesias de Pedrógão de São Pedro e Bemposta | 620              | 31,78           | Pedrógão de São Pedro | 500                | 21,78              |
| União das Freguesias de Pedrógão de São Pedro e Bemposta | 620              | 31,78           | Bemposta              | 120                | 10,00              |